# Auður
Auður ist ein weiblicher Vorname.

## Herkunft und Bedeutung
Auður ist ein isländischer Name. Der Name ist eine moderne Variante des altnordischen Namens Auðr mit der Bedeutung „Erfolg, Reichtum, Wohlstand, Glück“.

## Namensträgerinnen
- Auður Auðuns (1911–1999), isländische Rechtsanwältin und Politikerin
- Auður Jónsdóttir (* 1973), isländische Schriftstellerin und freie Journalistin
- Auður Ava Ólafsdóttir (* 1958), isländische Schriftstellerin